# Inmigración croata en Perú

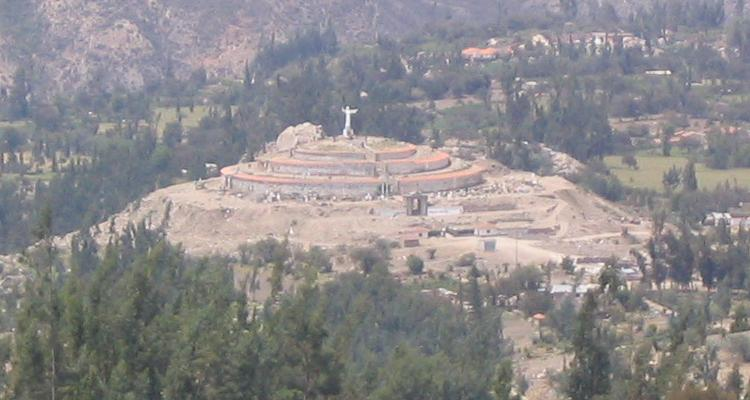
Cementerio general de Yungay, en Áncash. Construido entre 1892 y 1897, por la sociedad de los ingenieros croatas Miguel Percovich, Francisco Handabaka y arquitecto suizo Arnoldo Ruska.

La inmigración croata en el Perú es de larga duración, remontándose al siglo XVI, siendo el primer país sudamericano en recibir inmigrantes croatas durante la época colonial. Tras el establecimiento de la República del Perú, dos grandes grupos de inmigrantes croatas llegaron al país movidos por el auge minero, agrícola y pesquero. El primer grupo llegó entre 1860 y 1900 estableciéndose en la sierra peruana y dedicándose a la minería y los latifundios. El segundo grupo de croatas llegó en el Período de entreguerras (1920-1950) y se establecieron en la costa peruana.

## Historia
Los primeros inmigrantes croatas llegaron al Perú junto con los españoles, durante el siglo XVI, procedentes de Dalmacia, en ese entonces perteneciente a la República de Venecia. Cabe destacar que muchas empresas españolas durante los inicios del virreinato del Perú, tenían barcos de fabricación y tripulación croata, debido al prestigio de este país en la fabricación y navegación marítima.  En 1573, un señor de Dubrovnik, Basilije Basiljević, llegó al Perú atraído por la leyenda de El Dorado. En Cuzco, la capital de los incas, los marineros croatas y Basiljević construyeron la iglesia de San Blas. Más tarde, durante el siglo XVII, las familias Divočići y Škrabonje y otros colonos llegaron de la región de Dubrovnik afincándose en Lima.

### Primera migración
A mediados del siglo XIX florecía el trabajo de exportación de abono de guano, lo que impulsaría a muchos inmigrantes croatas a emigrar al Perú. Con la liberación del gobierno colonial y el establecimiento de la República del Perú, el estado peruano se inicia en la minería, lo que incitó a muchos croatas a asentarse en los Andes. De esta manera, entre 1860 y 1900, en el pueblo andino de Cerro de Pasco, en la entonces región Junín, los croatas representaban la colonia de extranjeros más importante. Del mismo modo, en el Callejón de Huaylas, Áncash, se formaba otra comunidad de croatas dedicados a labores mineras y agrícolas. En ambos casos, la mayoría eran de la región de Dubrovnik, pero también provenían de otras partes de Dalmacia y del litoral croata (Hrvatsko primorje). El nivel de educación de los primeros inmigrantes era bajo. Varios trabajaron en la construcción de ferrocarriles, en las minas y en la excavación del abono de guano. 

### Segunda migración
Un número relativamente pequeño de croatas emigró al Perú después de la Primera Guerra Mundial y luego de la Segunda Guerra Mundial llegó por primera vez un grupo organizado de inmigrantes a bordo del barco General Black, procedentes de todas las regiones de Croacia y Bosnia-Herzegovina. El sentimiento nacional de esos inmigrantes era bastante destacado, a diferencia de los viejos inmigrantes que cultivaban patriotismos locales de manera tal que en su Hogar en Lima prevalía una total atmósfera hacia Dubrovnik con la estatua representativa de San Blas. Entre los viejos y los nuevos inmigrantes, desgraciadamente, no hubo ningún contacto.
Los inmigrantes que arribaron después de la Segunda Guerra Mundial llegaron muy pobres, pero lograron subir en la escala social gracias a la industria pesquera. Se asentaron generalmente en los pueblos del Callao, Santa Clara y Ñaña.

### Actualidad
El consulado de Croacia en Perú ha estimado que son 198 481 personas que llevan algún apellido croata, mientras que el número de descendientes con algún antepasado croata, se estima en 250 000 personas.